# Lamellitettigodes
Lamellitettigodes is een geslacht van rechtvleugeligen uit de familie doornsprinkhanen (Tetrigidae). De wetenschappelijke naam van dit geslacht is voor het eerst geldig gepubliceerd in 1939 door Günther.

## Soorten
Het geslacht Lamellitettigodes omvat de volgende soorten:
- Lamellitettigodes contractus Bolívar, 1887
- Lamellitettigodes sumatrana Bolívar, 1898